# E. B. Wilson Medal

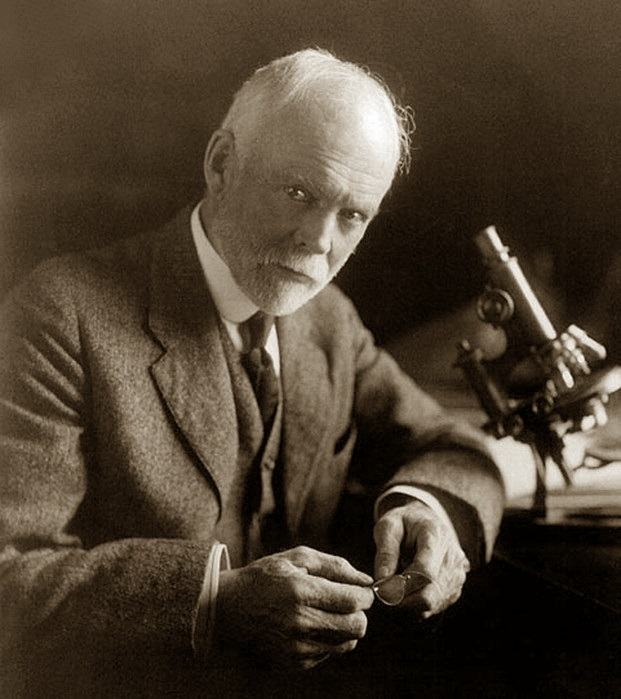
Edmund Beecher Wilson (1856–1939) – Namensgeber der E. B. Wilson Medal

Die E. B. Wilson Medal ist die höchste wissenschaftliche Auszeichnung, die die American Society for Cell Biology vergibt. Die Auszeichnung ist nach Edmund Beecher Wilson benannt.

## Preisträger
- 1981 – Daniel Mazia, George Emil Palade (Nobelpreis für Medizin 1974), Keith R. Porter
- 1982 – Charles Leblond, Alex Novikoff
- 1983 – Joseph G. Gall, Hugh Esmor Huxley
- 1984 – Harry Eagle, Theodore Puck
- 1985 – Hewson H. Swift
- 1986 – Günter Blobel (Nobelpreis für Medizin 1999), David D. Sabatini
- 1987 – Marilyn Farquhar
- 1988 – Elizabeth Hay
- 1989 – Christian de Duve (Nobelpreis für Medizin 1974)
- 1990 – Morris Karnovsky
- 1991 – Seymour Jonathan Singer
- 1992 – Shinya Inoué
- 1993 – Hans Ris
- 1994 – Barbara Gibbons, Ian R. Gibbons
- 1995 – Bruce Nicklas
- 1996 – Donald D. Brown
- 1997 – John C. Gerhart
- 1998 – James E. Darnell, Sheldon Penman
- 1999 – Edwin Taylor
- 2000 – Walter Neupert, Gottfried Schatz
- 2001 – Elizabeth Blackburn (Nobelpreis für Medizin 2009)
- 2002 – Avram Hershko (Nobelpreis für Chemie 2004), Alexander Varshavsky
- 2003 – Marc Kirschner
- 2004 – Thomas D. Pollard
- 2005 – Joan A. Steitz
- 2006 – Joel Rosenbaum
- 2007 – Richard O. Hynes, Zena Werb
- 2008 – Martin Chalfie (Nobelpreis für Chemie 2008)
- 2009 – Peter Walter
- 2010 – Stuart Kornfeld, James Rothman (Nobelpreis für Medizin 2013), Randy Schekman (Nobelpreis für Medizin 2013)
- 2011 – Gary G. Borisy, J. Richard McIntosh, James A. Spudich
- 2012 – Susan Lindquist
- 2013 – John R. Pringle
- 2014 – Peter Satir, Bill Brinkley, John Heuser
- 2015 – Elaine Fuchs
- 2016 – Mina Bissell
- 2017 – Franz-Ulrich Hartl, Arthur Horwich
- 2018 – Barbara J. Meyer
- 2019 – Peter Devreotes
- 2020 – Jennifer Lippincott-Schwartz
- 2021 – Pietro De Camilli
- 2022 – Don W. Cleveland
- 2023 – Tom Misteli
- 2024 – Denise Montell
- 2025 – Sandra Schmid[1]